# ۴۹۱ (خورشیدی)
۴۹۱ چهارصد و نود و یکمین سال هجری خورشیدی است.